# Wappen des Tschad

Wappen des Tschad

Das Wappen des Tschad wurde 1970, zehn Jahre nach der Unabhängigkeit von Frankreich, unter Präsident François Tombalbaye eingeführt.

## Beschreibung
Im goldenen Wappenschild liegen dreieinhalb blaue Zickzackbalken. Über dem oberen Schildrand geht eine rote geflammte Sonne ohne Gesicht mit vierzehn Strahlen auf. Schildhalter ist heraldisch rechts eine goldene Ziege und links ein ebenso gefärbter rotbezungter Löwe. Beide Wappenhalter ziert eine nach oben gerichtete rote Spitze. Unter dem Schild ein Orden und ein goldenes Spruchband mit dem nationalen Wahlspruch in Französisch und in schwarzer Schrift. Jedes dieser Worte „UNITE TRAVAIL PROGRES“ werden ebenfalls von roten Spitzen begleitet. Es bedeutet: „Einheit – Arbeit – Fortschritt“.
Das Wappen ist in den Farben der Nationalflagge gehalten.

## Symbolik
Die gezackten blauen Linien symbolisieren den Tschadsee, den größten See des Landes, der zudem einen großen Wirtschaftsfaktor darstellt.
Die Ziege und der Löwe repräsentieren die beiden großen Naturräume des Tschad: Die Ziege steht für den Nordteil mit seinem trockenen Wüstenklima, während der tropisch-wechselfeuchte Süden durch den Löwen verkörpert wird.
Die Medaille unterhalb des Schildes ist der Nationale Orden des Tschad.
Die 14 Strahlen der Sonne stehen für die 14 Präfekturen des Landes, die zur Einführungszeit bestanden. Außerdem sollen die Sonne und die nach oben zeigenden Pfeile den politischen und wirtschaftlichen Neubeginn nach der Unabhängigkeit verdeutlichen.

## Geschichte
Bis zum Ende der 1960er Jahre begnügte sich der Tschad mit dem Staatssiegel, das in einem runden Feld den Kopf einer nach rechts blickenden jungen Eingeborenenfrau mit geflochtenen Zöpfen, den Wahlspruch und Sterne zeigte.
Um 1970 legte sich der Tschad dann ein Staatswappen zu, das vom Sekretär der internationalen heraldischen Akademie, Herve Pinoteau entworfen wurde.